# اورنگ اصلی
اورنگ اصلی (انگلیسی: Orang Asli) (به معنای مردم بومی به زبان مالایی)  قدیمی‌ترین ساکنان مالزی شبه‌جزیره‌ای هستند. به طور رسمی، ۱۸ قبیله اورنگ اصلی وجود دارد که براساس زبان‌های مختلف آن‌ها طبقه‌بندی می‌شوند: 
- سمانگ  به طور کلی محدود به بخش شمالی شبه‌جزیره است.
- سنای ساکن در منطقه مرکزی.
- پروتومالای (یا بومی مالزیایی)، در منطقه جنوبی. گروه‌های سمانگ و سنای که زبان‌های آستروآسیایی سخن می‌گویند، بومیان شبه‌جزیره مالایا هستند. پروتومالای ها که به زبان آسترونزیایی صحبت می‌کنند، به منطقه بین ۲۵۰۰ و ۱۵۰۰ پیش از میلاد مهاجرت کردند. یک موزه اورنگ اصلی در ایالت ملاکا، و همچنین در گمبک در نزدیکی کوالالامپور وجود دارد.

## اعتقادات دینی

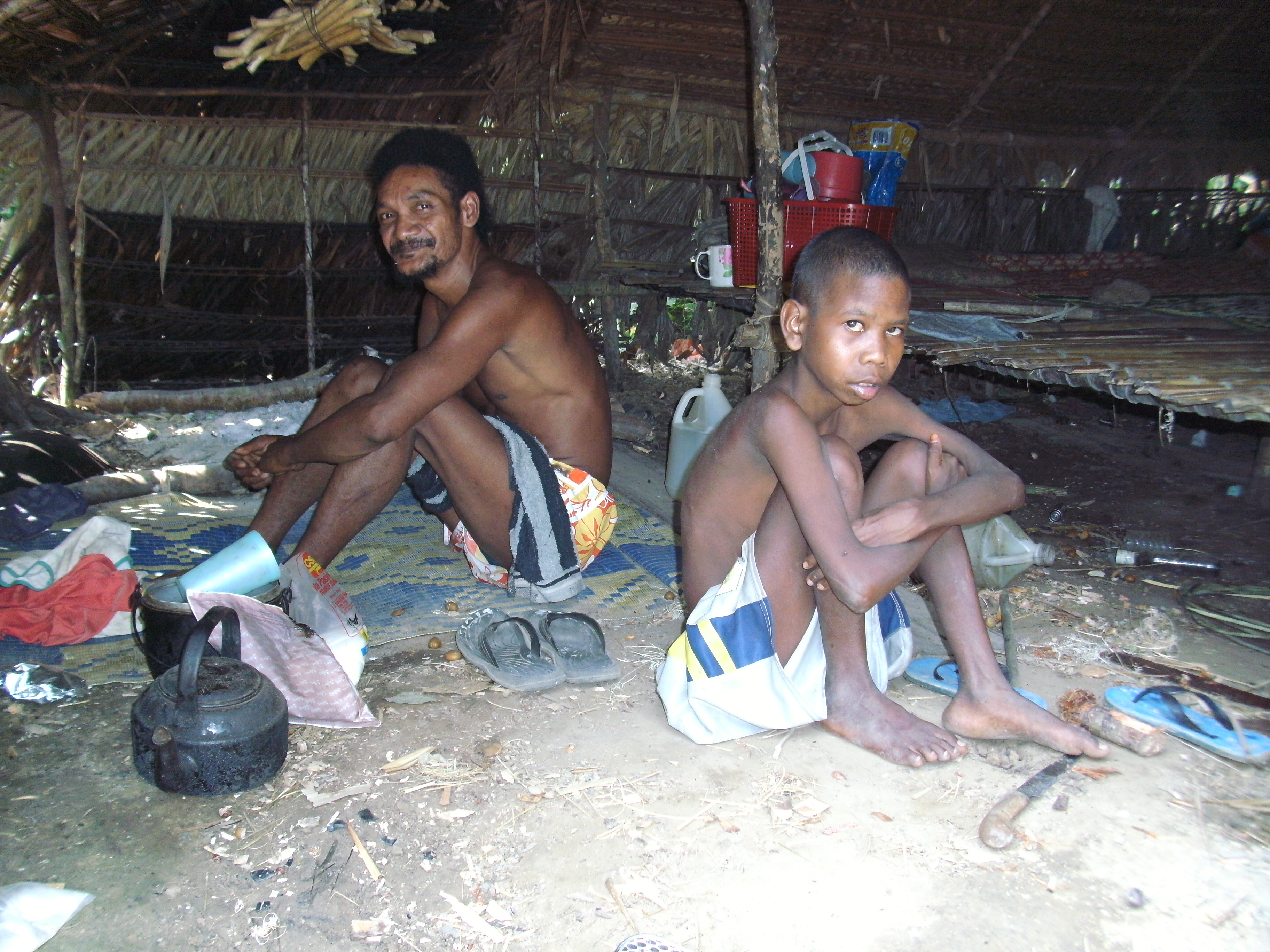
یک مرد و یک پسر اورنگ اصلی در خانه مسقف.

اورنگ اصلی‌ها به طور سنتی روح باور هستند، آنها به روح داشتن اشیا گوناگون عقیده دارند. با این حال، در قرن ۲۱، بسیاری از آنان به ادیان یکتاپرستانه مانند اسلام و مسیحیت گرویده‌اند.

## موقعیت دینی و قانونی
در دولت نهادی به نام جاباتان حال احوال اورنگ اصلی (اداره امور اورنگ اصلی) وجود دارد. این اداره تحت نظارت وزارت توسعه روستایی مالزی است و اولین بار در سال ۱۹۵۴ تأسیس شد. از جمله اهداف اعلام شده آن ، ریشه کن کردن فقر در بین اورنگ اصلی، بهبود سلامت، ارتقاء آموزش و بهبود وضعیت معیشت عمومی آنها است. فقر زیادی در بین اورنگ اصلی وجود دارد. در سال ۱۹۹۷ ، ۸۰٪ از کل اورنگ اصلی‌ها زیر خط فقر زندگی می کردند. این نسبت در مقایسه با نرخ فقر ملی ۸٫۵٪ در آن زمان بسیار بالا است.
برخی از قوانینی که مربوط به اورنگ اصل است عبارتند از: قانون ملی سرزمین 1965 ، قانون حفاظت از اراضی 1960 ، قانون حمایت از حیات وحش 1972 ، قانون پارکهای ملی 1980 و از همه مهمتر قانون اقوام بومی 1954. این قانون  شامل تأسیس اداره زمین ذخیره اورنگ اصلی می‌شود، با این حال این قانون همچنین شامل اختیاراتی است که به مدیر کل JHEOA داده شده است که اورنگ اصلی را از این سرزمین هااخراج کند و به افراد آسیب دیده نیز جبران خسارت کند.
اورنگ اصلی‌ها در گروه «بومی خاک» دسته‌بندی شده‌اند. موقعیتی که بر اساس آن اورنگ اصلی‌ها را همراه با بومیان صباح و ساراواک همراه مالایی‌های مسلمان می‌کند که دارای برخی امتیازات از نظر از حقوق اجتماعی ، اقتصادی و سیاسی هستند، چنین موقعیتی اساساً در قانون اساسی مالزی نیامده است.
ماهاتیر محمد در دوران اول نخست وزیری خود گفت حتی اگر اورنگ اصلی‌ها بومیان واقعی مالزی باشند حقی بیشتر از مالایی‌ها ندارد. او آنها را با بمومیان آمریکا، استرالیا و نیوزلند مقایسه کرد. این سخنان از سوی سخنگویان و مدافعان اورنگ اصلی‌ها مورد انتقاد قرار گرفت که گفتند که اورنگ اصلی‌ها مایل هستند به عنوان بومیان واقعی مالزی شناخته شوند و بیانیه وی سرزمین آنها را در معرض تجاوز دلالان زمین و چوب قرار دهد.
رسوایی بزرگی که مربوط به کشته شدن چند دانش آموز فراری از مدرسه که اورنگ اصلی بودند، به بحث درباره نقش تبلیغات مذهبی در مدارس منجر شد.
MUIP اورنگ‌اصلی‌هایی که به مسلمانی تغییر دین می‌دهند را ثبت می‌کند. اورنگ اصلی‌ها از دولت محلی کلانتان به خاطر مسائل زمین شکایت کرده‌اند.